# Kaap Biot
De Kaap Biot is een kaap op de grens van de gemeente Sermersooq met Nationaal park Noordoost-Groenland in het oosten van Groenland. De kaap ligt in het noordoosten van Jamesonland in Scoresbyland aan de Groenlandzee.
De kaap ligt op de zuidoever van de Davy Sund van de monding van het Koning Oscarfjord. De kaap ligt aan de overzijde van kaap Simpson dat aan de noordzijde ligt. De kaap is tevens de noordelijke begrenzing van het Flemingfjord dat ten zuiden van de Davy Sund ligt.
De kaap is vernoemd naar Jean-Baptiste Biot.